# Nigidius acutangulus
Nigidius acutangulus es una especie de coleóptero de la familia Lucanidae.

## Distribución geográfica
Habita en Taiwán.